# Michael Parker
John Michael Avison Parker (Melbourne, 23 de junio de 1920-Melbourne, 29 de diciembre de 2001) fue un militar australiano que sirvió como oficial para la Royal Navy y posteriormente se desempeñó como secretario privado de Felipe, duque de Edimburgo entre 1947 y 1957.

## Primeros años y educación
Parker nació en Melbourne (Australia) el 23 de junio de 1920. Era hijo del Capitán C. A. Parker, fue educado en el Xavier College de Melbourne.

## Carrera
Parker sirvió en la Armada Real Australiana, y luego en la Royal Navy, entre 1938 y 1947, alcanzando el rango de teniente comandante. Luchó en las batallas de Narvik, y más tarde sirvió como primer teniente del HMS Lauderdale en 1942 y luego en el HMS Wessex en la 27.ª Flotilla de Destructores de la Flota Británica del Pacífico.
Parker conoció al entonces príncipe Felipe de Grecia y Dinamarca en 1942, cuando  fue asignado al destructor HMS Wallace como subteniente. Se hicieron amigos cercanos. En 1947, cuando Felipe fue nombrado Duque de Edimburgo, Parker se unió a la Casa del Duque como su secretario privado, inicialmente a tiempo parcial. También se convirtió en escudero del duque y la duquesa de Edimburgo (que más tarde se convirtió, en 1952, en la reina). El duque trajo a Parker al "Thursday Club", un grupo exclusivo de almuerzos semanales.
En 1952, Parker estaba en Kenia con la pareja real cuando se dio a conocer el fallecimiento del rey Jorge VI. Parker se convirtió en secretario privado a tiempo completo del duque. Parker fue nombrado miembro de la Real Orden Victoriana (MVO) en 1953 y Comandante (CVO) en 1957. Acompañó al Duque en su gira mundial de cinco meses en 1956 a bordo del HMY Britannia.
El divorcio de Parker en 1958, del que se informó ampliamente en los medios de comunicación, lo obligó a renunciar como secretario privado del duque. Fue sucedido en ese papel por James Orr. Parker permaneció en contacto con el duque hasta el final de su vida. Parker trabajó para el constructor de aviones Lockheed Corporation y la agencia de publicidad Leo Burnett Worldwide. Regresó a vivir a Australia a fines de la década de 1960. Se convirtió en presidente de Australian Dredging and General Services y fue director de Sperry Australia.
En los honores del Día de Australia de 1996, fue nombrado miembro de la Orden de Australia por "servicio a la educación, particularmente a través del Plan de Premios de Habla Inglesa Sencilla, y a la comunidad".

## Vida personal
Parker se casó con Eileen Allan en 1943, con quien tuvo un hijo y una hija. El matrimonio se disolvió en 1958. Eileen escribió un libro de 1982 llamado Step Aside for Royalty en el que afirmaba que su esposo y el duque de Edimburgo usaban los seudónimos Murgatroyd y Winterbottom para "salir del palacio". Parker negó tales alegaciones.
En 1962 Parker se casó con Carol Thompson, con quien tuvo otra hija y un hijo; el matrimonio se divorció poco después. En 1976, se casó en terceras nupcias con Jean Ramsay, quien murió en 2001.
Parker murió en Melbourne (Australia) el 29 de diciembre de 2001.

## En la cultura popular
En las dos primeras temporadas de la serie de Netflix de The Crown fue interpretado por Daniel Ings.